# Clark Duke
Clark Duke est un acteur américain également réalisateur et scénariste, né le 5 mai 1985 à Glenwood, dans l'Arkansas. Il est connu aussi bien pour ses rôles dans les films Kick-Ass, Sex Drive et La Machine à démonter le temps, que pour son interprétation de Dale Kettlewell dans la série télévisée Greek.

## Vie et carrière
Duke est né en 1985 à Glenwood, dans l'Arkansas et a pour parents Angela et Ronnie Duke. Il a été élevé comme Baptiste.
Avec son meilleur ami Michael Cera, Duke crée, écrit, dirige et produit la web-série Clark and Michael dans laquelle il joue une version fictive de lui-même. Le pilote a été dirigé par Duke pour sa thèse à la Loyola Marymount University. Duke fait des apparitions régulières dans la série Greek en tant que Dale, camarade de chambre évangélique de Rusty Cartwright. Duke auditionna une fois pour le rôle de Fogell dans le film SuperGrave, mais bien qu'ayant été refusé pour le rôle car « pas assez Juif »[réf. nécessaire], il resta sur le tournage à cause de son amitié avec Cera et finit par obtenir le petit rôle d'un adolescent lors d'une scène de fête. En 1992 il fut nommé pour le Young Artist Award au titre de "Acteur de moins de dix ans à tomber par terre dans une série télévisée" pour son rôle dans Hearts Afire. En février 2008 il joue dans un court-métrage intitulé Histoires d'Ivrognes, Volume 2 (Drunk History, Volume 2), qui peut être visionné sur YouTube. Michael Cera apparaissait dans l'épisode précédent, Drunk History, Volume 1.
Duke est l'affiche de son premier long-métrage en 2008 avec le film Sex Drive. Il finit une production de 2008, A Thousand Words, dans laquelle il joue avec Eddie Murphy. Il tient un des rôles principaux du film Kick-Ass sorti en 2010, avec Nicolas Cage, dirigé par Matthew Vaughn, et joue Jacob, le neveu d'Adam (John Cusack), dans La Machine à démonter le temps, sorti aux États-Unis en mars 2010. Il apparaît dans la même année aux côtés de Christopher Mintz-Plasse (avec qui il a joué dans Kick-Ass) dans le clip de Kid Cudi "Erase Me".

## Filmographie

### Cinéma
| Année | Film                             | Rôle           | Notes                                           |
| ----- | -------------------------------- | -------------- | ----------------------------------------------- |
| 2007  | SuperGrave                       | Party Teenager |                                                 |
| 2008  | Sex Drive                        | Lance          |                                                 |
| 2010  | Kick-Ass                         | Marty          |                                                 |
| 2010  | La Machine à démonter le temps   | Jacob          |                                                 |
| 2012  | Mille Mots                       | Aaron          |                                                 |
| 2013  | Kick-Ass 2                       | Marty          |                                                 |
| 2013  | Arnaque à la carte               | Everett        |                                                 |
| 2015  | La Machine à démonter le temps 2 | Jacob          |                                                 |
| 2016  | Bad Moms                         | Dale           |                                                 |
| 2020  | Arkansas                         | Swin           | Également réalisateur, scénariste et producteur |

### Télévision
| Année       | Émission          | Rôle                       | Épisodes |
| ----------- | ----------------- | -------------------------- | --- |
| 1992–1994   | Hearts Afire      | Elliot Hartman             | Bees Can Sting You, Watch Out: Part 1 The Big Date Three Men and a Bed John's Stallion While the Thomasons Slept Birth of a Donation |
| 2004        | Les Experts       | Frat Boy #1                | What's Eating Gilbert Grissom? |
| 2006        | Clark and Michael | Clark                      | |
| 2006        | Campus Ladies     | Acteur                     | The Dare |
| 2007 - 2011 | Greek             | Dale Kettlewell            | |
| 2008        | Robot Chicken     | Acteur (voix) Biker (voix) | Chirlaxx Bionic Cow |
| 2010        | WWE Raw           | Coprésentateur             | Raw is HBK |
| 2011-2012   | New Girl          | Cliff                      | |
| 2012        | The Office        | Clark                      | Saison 9 (2012-2013) |
|             | Mon oncle Charlie | Barry                      | Saison 11 |
| 2017        | Room 104          | Jacob                      | Saison 1, épisode 2 |
| 2019        | Veronica Mars     | Don                        | Saison 4 |
| 2021–2022   | Inside Job        | Brett Hand                 | Saison 1 |